# Shangrilaia
Shangrilaia là chi thực vật có hoa trong họ Cải.